# Aura Helena Prada
Aura Helena Prada Guevara (Bogotá, 2 de octubre de 1971) es una actriz de teatro y televisión colombiana. Es conocida por la serie Súper pá y principalmente por su personaje de Mónica Ferreira como antagonista en Pedro el escamoso. Aura Helena actualmente vive en Colombia.

## Filmografía

### Televisión
- Enfermeras (2021)
- Historia de un crimen: Colmenares (2019) Juez
- Esmeraldas (2015)
- Lady, la vendedora de rosas (2015) — Hermana Angela
- Mentiras perfectas (2013-2014)
- Reto de mujer (2013) — Martha
- Mamá también  (2013-2014) — Dora
- 5 viudas sueltas  (2013-2014) — Abogada Angela María
- Confidencial (2011)
- La bella Ceci y el imprudente  (2009-2010) — Yadira
- Las muñecas de la mafia  (2009-2010) — Karina
- Super pá  (2008) — Maribel Salcedo
- Muñoz vale por 2  (2008-2009)
- Mujeres asesinas (2008) — Ep: Irma, la de los peces
- Infieles anónimos  (2007) — Viviana
- Pocholo  (2007-2008) — Catalina
- Criminal (2006) — Clara
- Merlina, mujer divina (2006)
- Lorena  (2005-2006) — Nurse
- La saga, negocio de familia (2004-2005)
- Luna, la heredera  (2004-2005) — Elena
- Pedro el escamoso  (2001-2003) — Monica Ferreira
- Julius (1998-1999) — Vilma
- La guerra de las rosas  (1999-2001) — Fanny
- Juliana, ¡qué mala eres!  (1999) — Luisa
- Dios se lo pague  (1998-1999) — Etelvina
- Padres e hijos (1994)
- Romeo y buseta (1992)

## Cine
- Los actores del conflicto (2008)
- La pena máxima (2001) — Rita